# Pinoko
Pinokoは、東京を中心に活動するラッパー／シンガー。

## 来歴
4歳でピアノ、幼少期より和太鼓、篠笛を始める。15歳から路上ライブを開始、その後 23歳で自身に病気が発覚。入院、手術を繰り返す中、ラップを始める。2015年12月より“pinoko”名義で始動。
「B-BOY PARK」、「Chilly Source Jam」など多くのイベントに出演。2017年の『手塚治虫作品に敬意を。初音ミクよりラップにのせて』への楽曲提供などで注目を集め、2018年には初音ミクとNEWDAYSがコラボした「NEWDAYS」でも歌詞とラップを担当し話題となった。
同年1st ミニアルバム『Hotel』をリリース。所属するChilly Souceのレーベルコンピレーション、イベントへの参加を経て2019年10月に『小悪魔』EP、11月に『Sunday』EPを連続リリース。リード曲である『Sunday』のmvは100万回再生を記録した。2020年1月22日にアルバム『リバース』をリリース。2020年10月21日配信限定EP『Room』をリリース。